# Hieracium chloeropis
Hieracium chloeropis es una especie de planta con flor del género Hieracium, de la familia Asteraceae, orden Asterales.

## Distribución
Hieracium chloeropis se distribuye por Suecia.

## Taxonomía
Fue descrita científicamente por Johanss. & Sam. Fue publicada en Dalarn. Hierac. Silvat.: 15 (1923).